# Aeródromo Tic Toc
El Aeródromo Tic Toc (OACI: SCHT) es un terminal aéreo ubicado junto a la Bahía Tic Toc y la Isla Tic Toc comuna de Chaitén, Provincia de Palena, Región de los Lagos, Chile. Es de propiedad privada.